# Grande Sauldre
Pour les articles homonymes, voir Sauldre (homonymie).
La Grande Sauldre [soldʁ] est le nom anciennement utilisé de la rivière la Sauldre à l'amont de la confluence avec la Petite Sauldre située en amont de la ville de Salbris. Sa source se trouve sur la commune de Humbligny (Cher). À l'aval de la confluence de la Grande Sauldre avec la Petite Sauldre, le nom de la rivière devient simplement La Sauldre. Ainsi la Grande Sauldre n'est pas un affluent de La Sauldre.

## Communes traversées
Dans le Cher
- Humbligny, Neuilly-en-Sancerre, Sens-Beaujeu, Le Noyer, Thou, Vailly-sur-Sauldre, Barlieu, Concressault, Blancafort, Argent-sur-Sauldre, Clémont, Brinon-sur-Sauldre

Dans le Loir-et-Cher
- Pierrefitte-sur-Sauldre, Romorantin-Lanthenay